# 아쉬람 (영화)
아쉬람(Water)은 캐나다, 미국, 인도에서 제작된 디파 메타 감독의 2005년 드라마, 멜로/로맨스 영화이다. 사랄라 등이 주연으로 출연하였고 데이빗 해밀턴 등이 제작에 참여하였다.

## 출연

### 주연
- 사랄라
- 리사 레이
- 존 에이브러햄

### 조연
- 부드디 윅크라마
- 린슬리 위라라스네
- 이랑가니에 세라싱게
- 헤르만다 가마게
- 로니카 사이나니
- 마노라마
- 리쉬마 말릭
- 미라 비스와스
- 비둘라 자발게카르
- 심마 비스워스
- 사노자 비빌레
- 돌리 아흘루왈리아
- 와히다 레만
- 다야 알이스
- 라구비르 야다브
- 비나이 파닥
- 커브허스한 카반다
- 시마
- 물찬드 데드히아
- 거슨 다 쿤하
- 바산트 나쓰
- 디파 메타

## 제작진
- 각색: 아누락 카시압
- 라인프로듀서: 클레어 웰란드
- 협력프로듀서: 딜립 메타
- 협력프로듀서: 마렉 포시발
- 세트: 루마나 하미에드
- 세트: 랄 하린드라나스
- 의상: 돌리 아흘루왈리아
- 배역: 우마 다 쿤하